# Syringa oblata
Syringa oblata är en syrenväxtart som beskrevs av John Lindley. Syringa oblata ingår i släktet syrener, och familjen syrenväxter. Utöver nominatformen finns också underarten S. o. dilatata.

## Bildgalleri

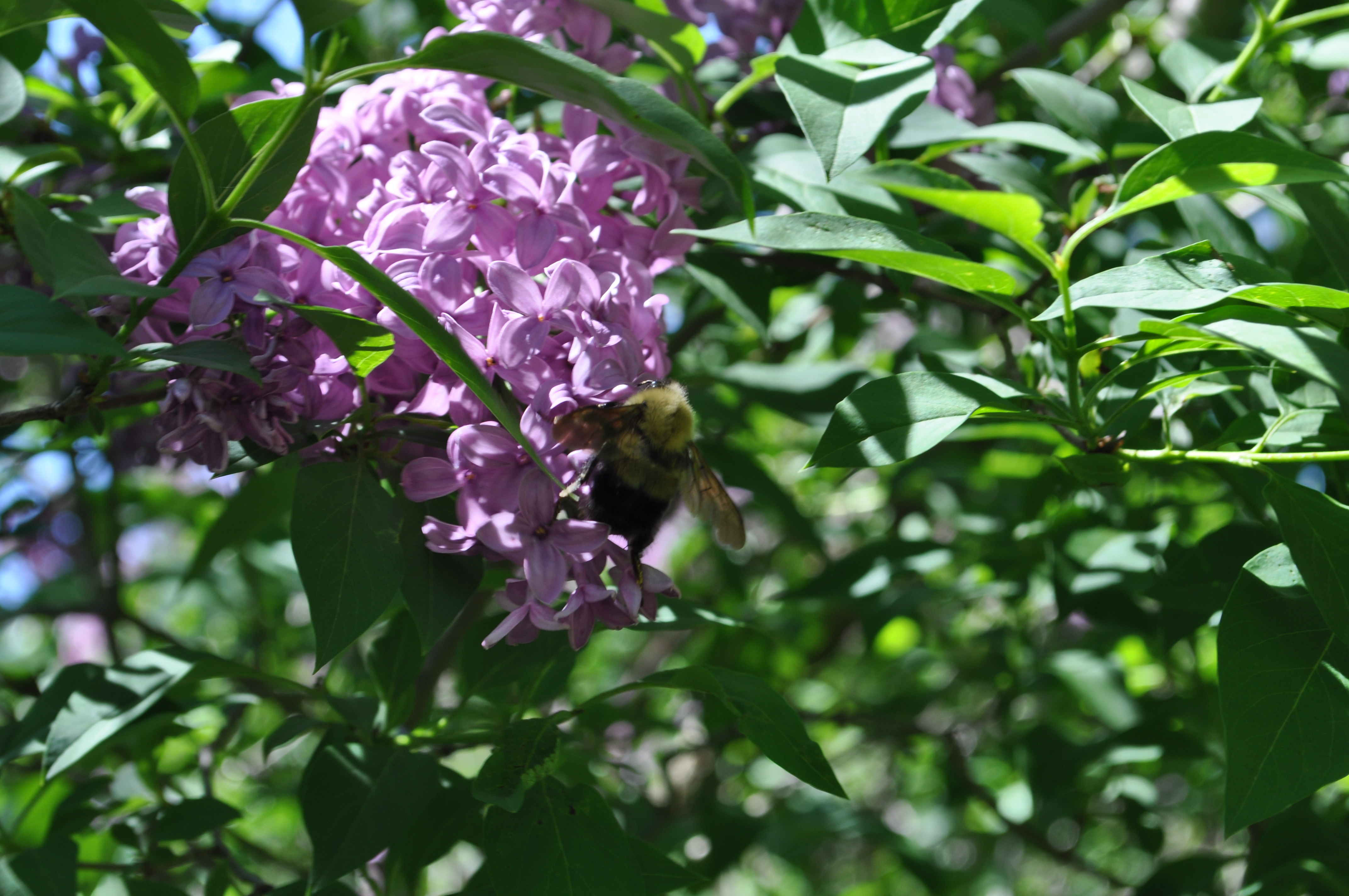
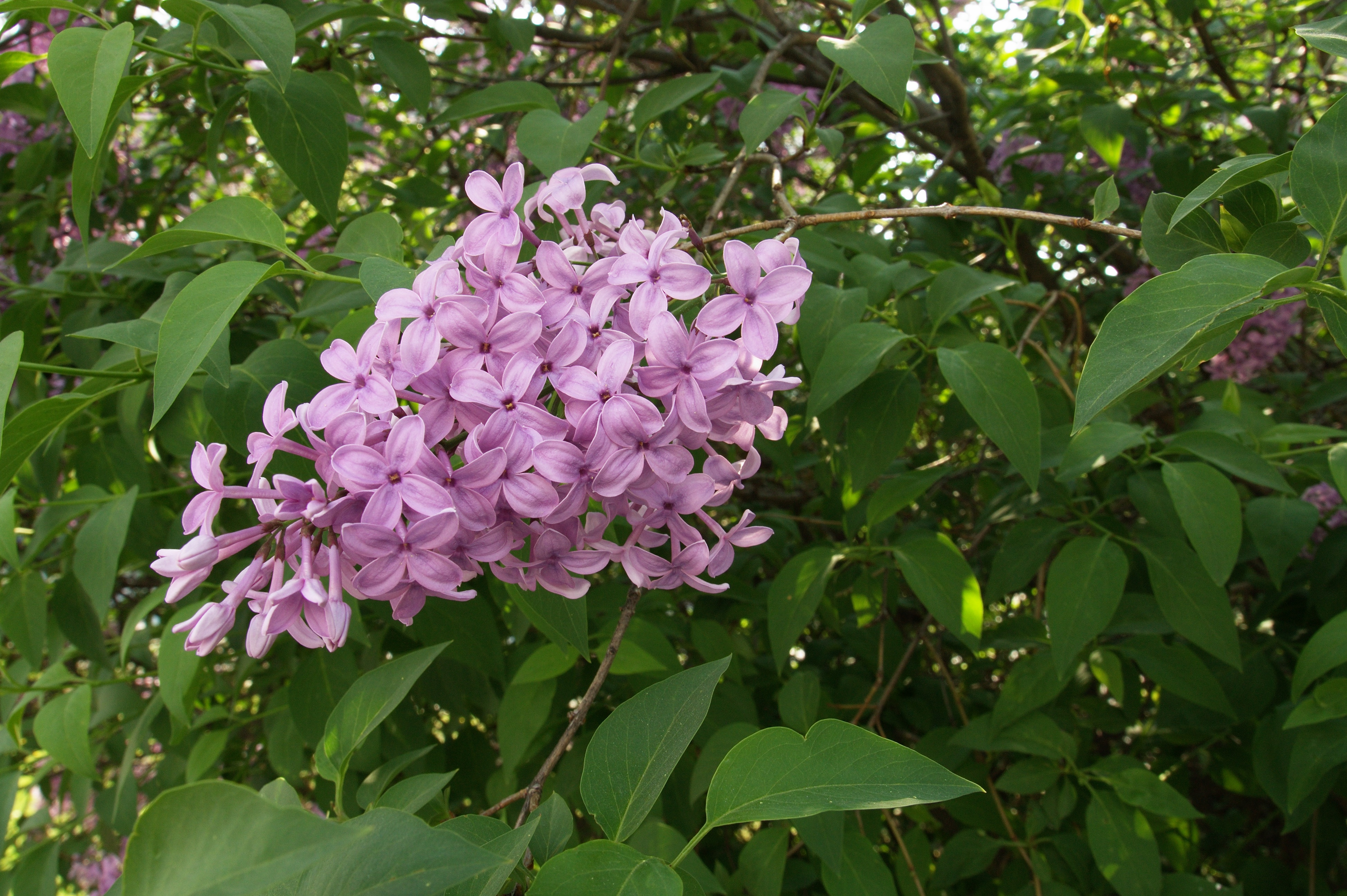
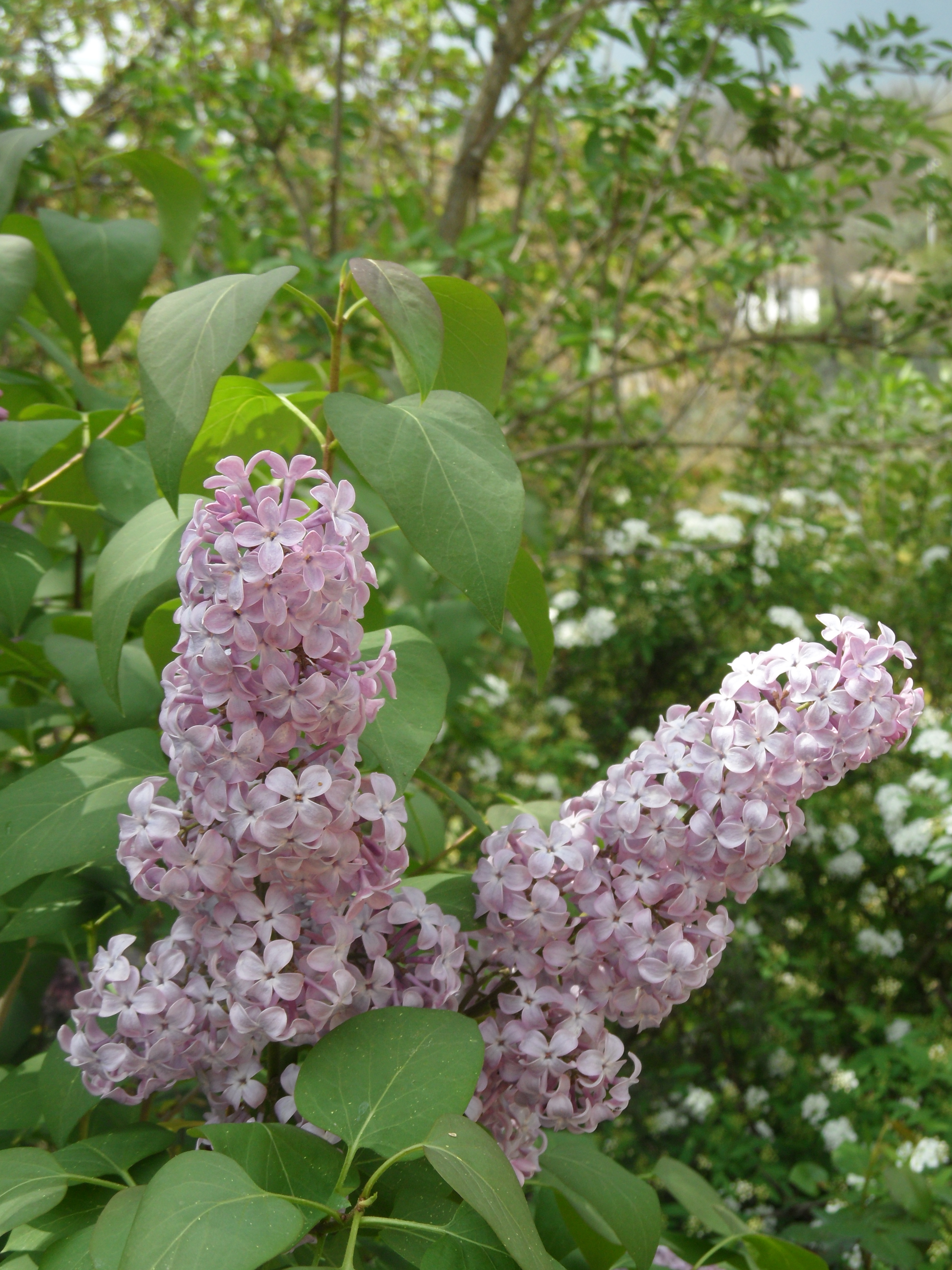
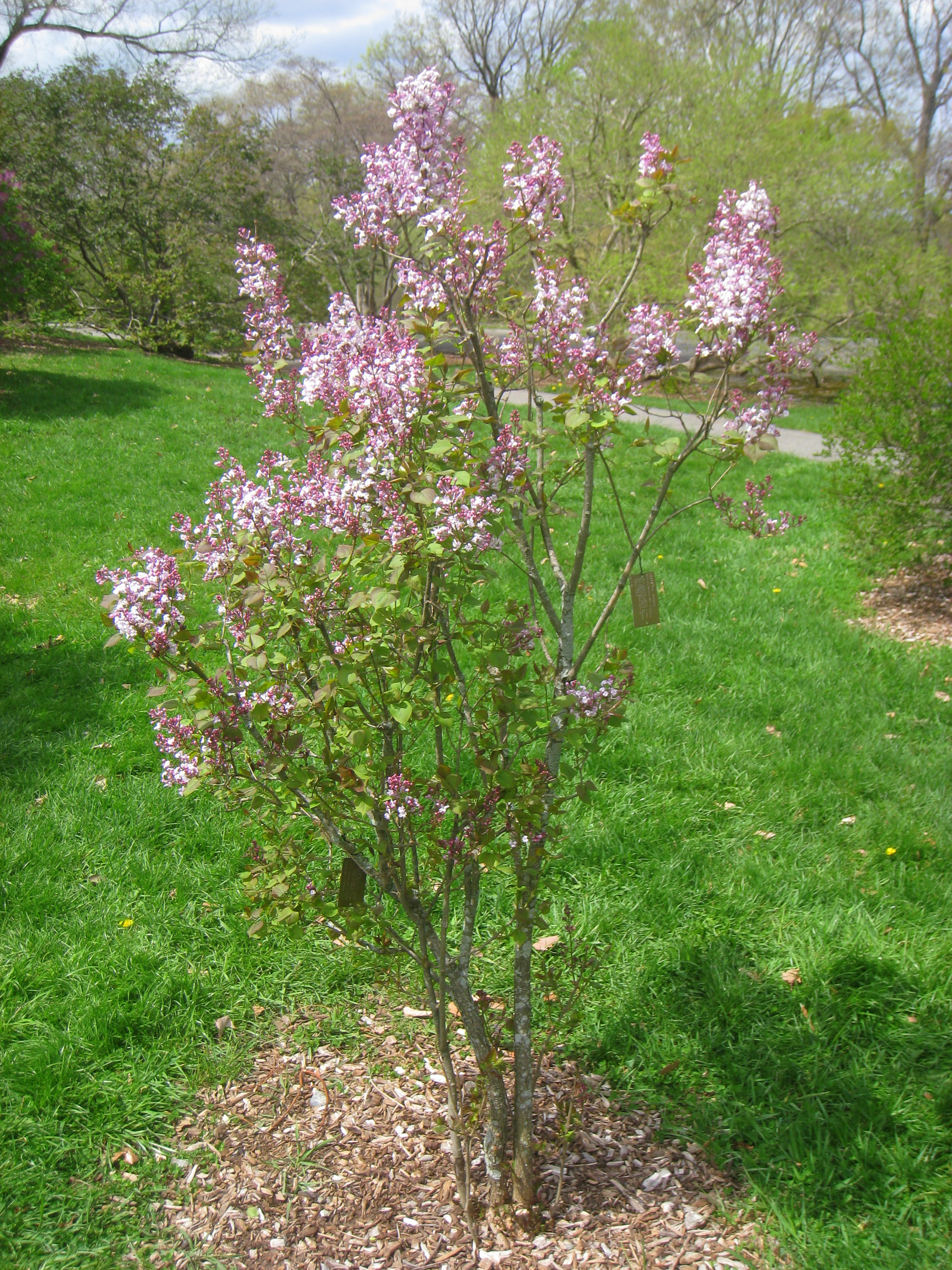
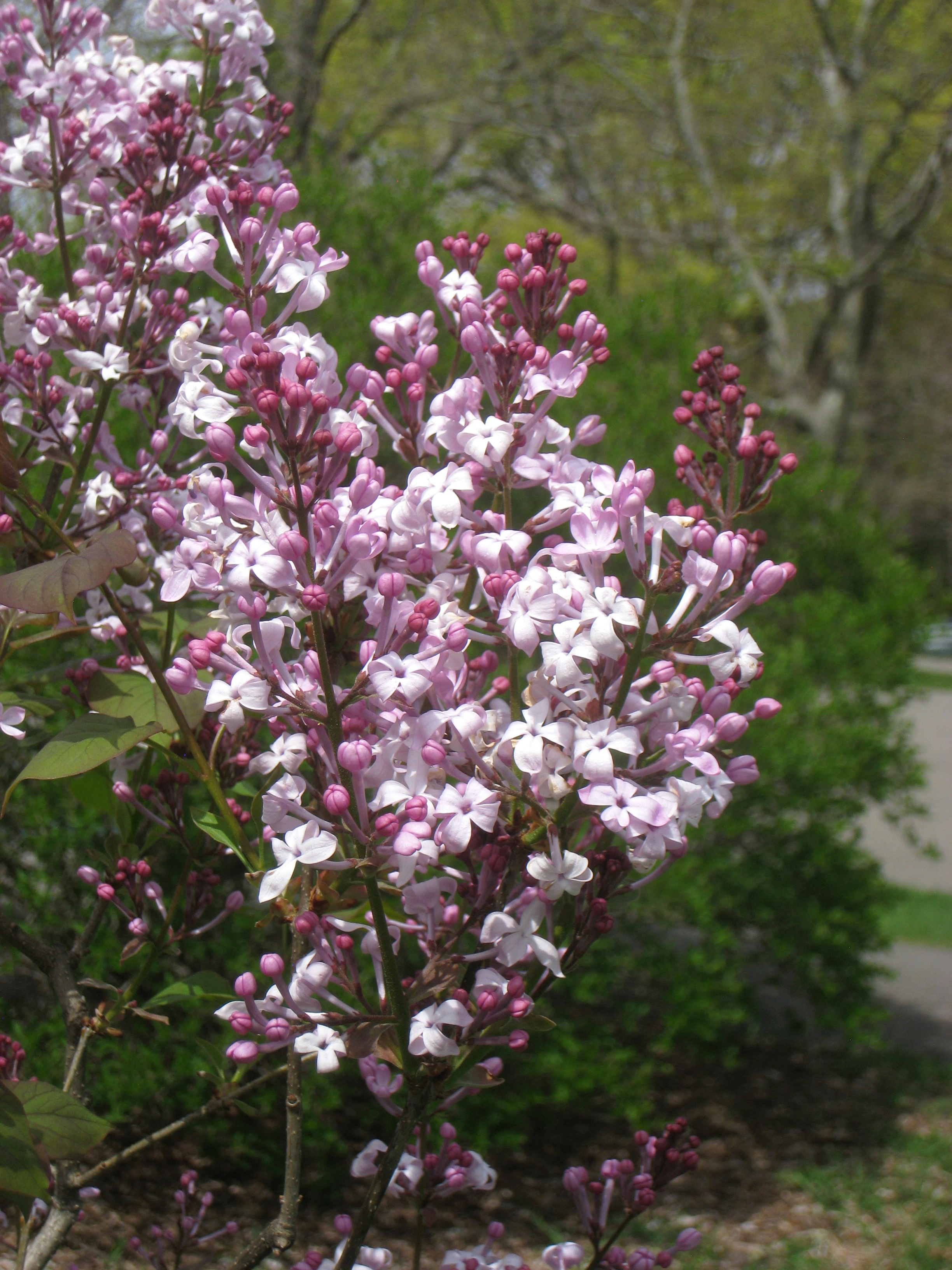
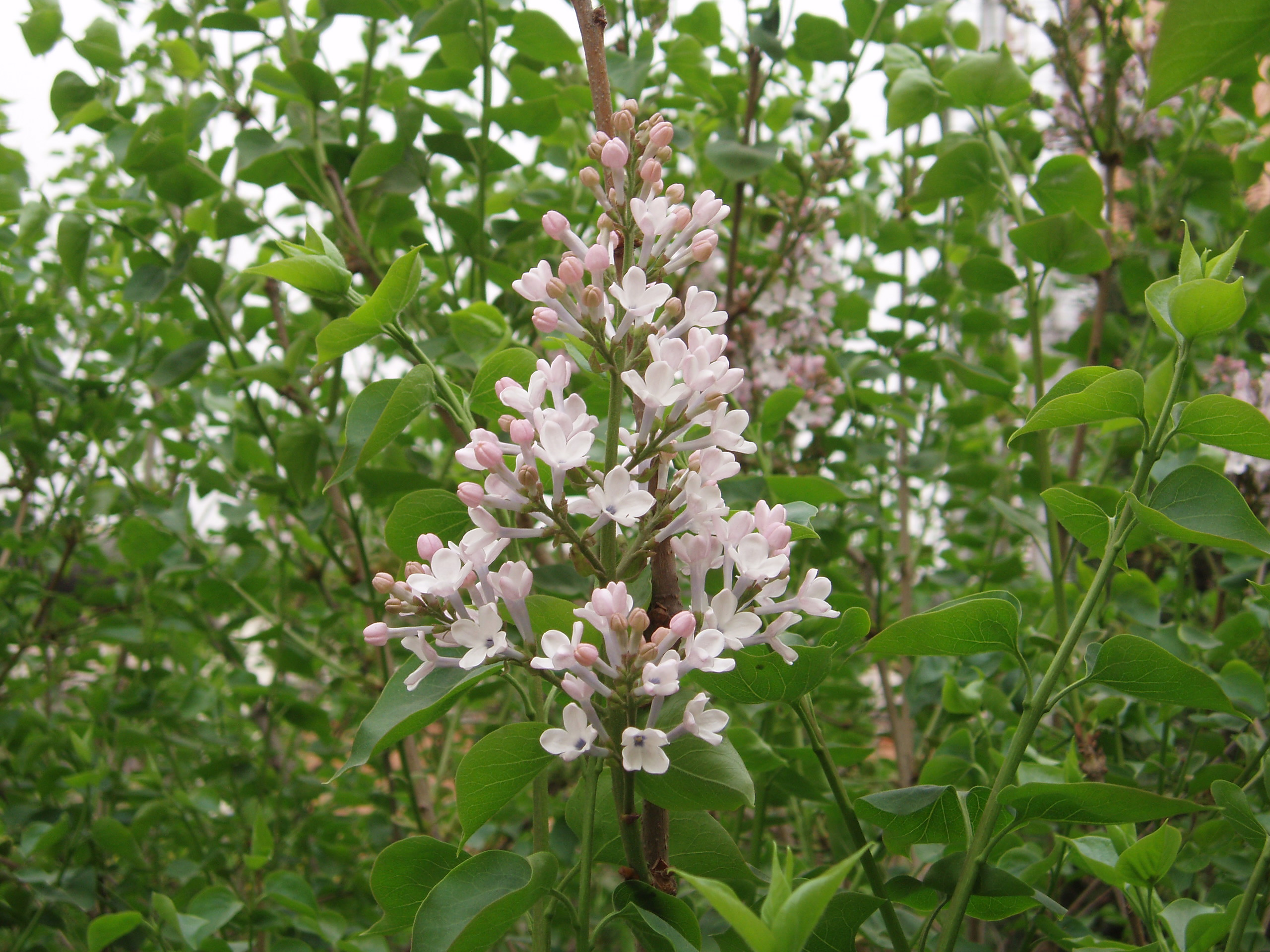